# Fjord Explorer
Fjord Explorer est un parcours de montagnes russes aquatiques dans le parc français Le Pal.

## Historique
Dans un reportage de Capital diffusé en juillet 2019 sur les parcs zoologiques, il est annoncé la réalisation future de montagnes russes aquatiques. L'inspiration vient d'une attraction à Europa-Park. Mack Rides est le constructeur de l'attraction représentant alors environ 9 millions d'euros. 2021 est alors la date d'ouverture de ce projet,,.

## Description

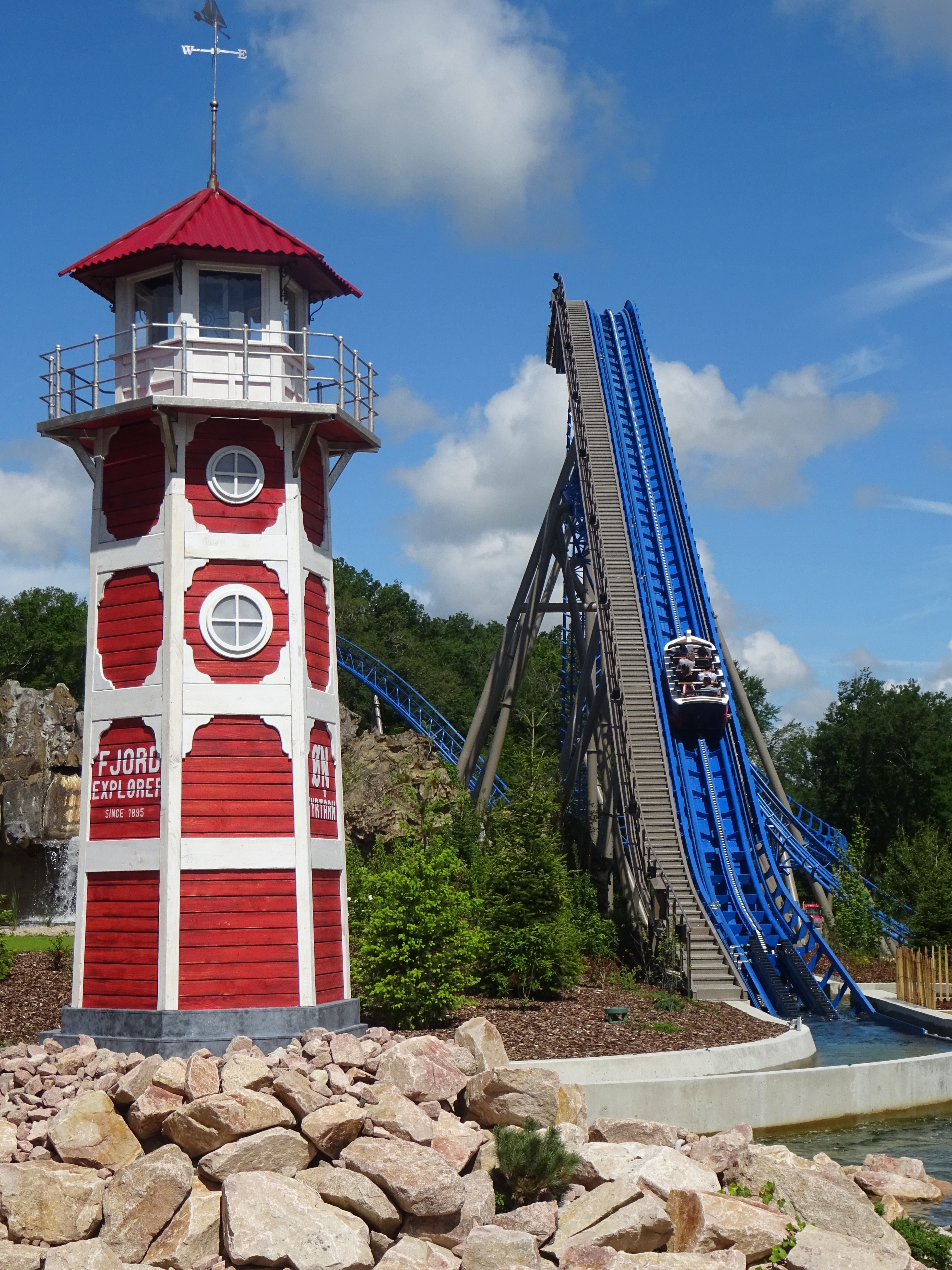
Phare de Fjord Explorer

Dans un décors scandinave, six trains parcourent l'attraction. Quatre rangées de deux places accueillent un total de huit passagers.

## Caractéristiques
- Hauteur maximale : 28 mètres
- Vitesse maximale : 79 km/h
- Longueur du parcours : 600 mètres
- Capacité : 850 pers/h
- Nombre de véhicules : 6
- Personnes par bateaux : 8 (2 x 4)
- Durée : 2 minutes